# Asztrik Várszegi
Imre Asztrik Várszegi (né le 26 janvier 1946) est un moine bénédictin hongrois, qui est ordonné prêtre le 29 août 1971. Il sert comme archi-abbé de l'abbaye territoriale de Pannonhalma du 6 août 1991 au 16 février 2018 et a donc été simultanément à la tête de la congrégation bénédictine hongroise. Avant cela, il est évêque auxiliaire d'Esztergom entre 1988 et 1991, et aussi évêque titulaire (in partibus) de Culusi (de) depuis lors.
Il est fait docteur honoris causa en 1990 de l'université catholique de Louvain.

## Crédits
- (en) Cet article est partiellement ou en totalité issu de l’article de Wikipédia en anglais intitulé « Asztrik Várszegi » (voir la liste des auteurs).